# Euphorbia inaequispina
Euphorbia inaequispina es una especie fanerógama perteneciente a la familia Euphorbiaceae. Es endémica de Somalia.

## Descripción
Es un planta perenne, suculenta, de pequeño tamaño, con raíces fibrosas, y 5-15 ramas peludas finales que mueren fuera de la base, pero la raíz puede formar nuevas plantas. Tallos de 30 cm de largo, raramente ramificados, cilíndricos, de 1-1.5 cm de espesor, con tubérculos redondeados teselados con 3-7 mm de separación en 7 series ligeramente en espiral. Columna cubiertas separadas, oblongas, de tamaño irregular en la misma rama, 2-5 x 1,5-2,5 mm, de color gris claro; con espinas de 1-18 mm de largo, variando en longitud; espinas vestigiales o ausentes. Las inflorescencias solitarias, 1-bifurcadas, con pedúnculo. Ciatios de 2,5 mm de diámetro;. Glándulas 1,5 mm de ancho. Cápsula exerta sobre un pedúnculo recurvado de 4 mm de largo, profundamente y obtusamente 3-lobado, de 2 x 2,7 mm, beige con una franja púrpura a lo largo de las suturas. Semillas ovoides, de 1,7 x 1,3 mm, minuciosas y tuberculadas, de color  rosado.

## Ecología
Se encuentra en terrenos muy abiertos, llanos y pedregosos; entre las rocas de piedra caliza y cantos y areniscas, en matorrales abiertos con Acacia-Commiphora a una altitud de  180-300 metros. Es una especie localmente común y fácilmente cultivada.
Es muy similar a Euphorbia ellenbeckii.

## Taxonomía
Euphorbia inaequispina fue descrita por Nicholas Edward Brown y publicado en Flora of Tropical Africa 6(1): 576. 1911.
Etimología
Euphorbia: nombre genérico que deriva del médico griego del rey Juba II de Mauritania (52 a 50 a. C. - 23), Euphorbus, en su honor – o en alusión a su gran vientre –  ya que usaba médicamente Euphorbia resinifera. En 1753 Carlos Linneo asignó el nombre a todo el género.
inaequispina: epíteto